# Caroline Beil

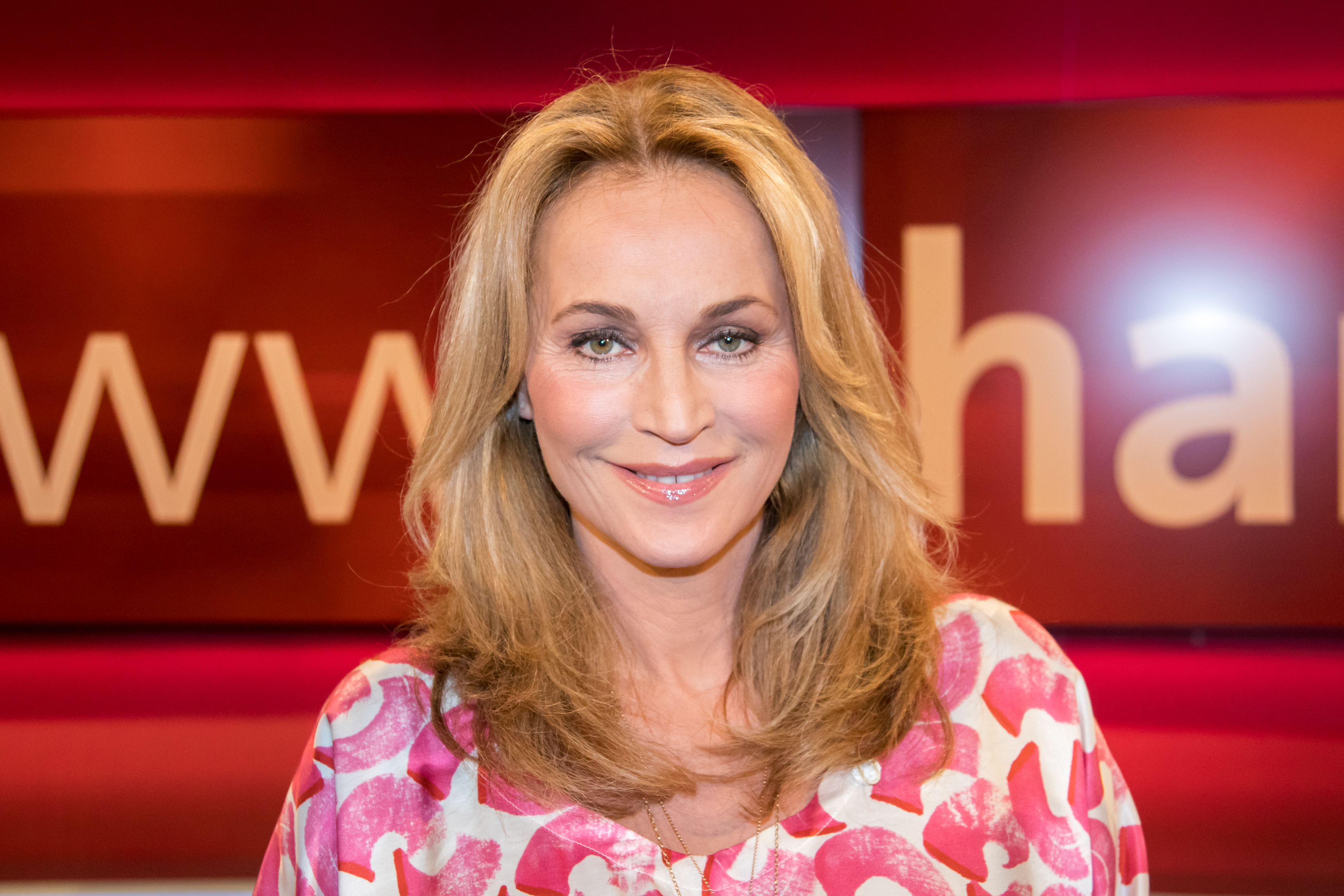
Caroline Beil (2017)

Caroline Beil (* 3. November 1966 in Hamburg) ist eine deutsche Fernsehmoderatorin und Schauspielerin.

## Leben

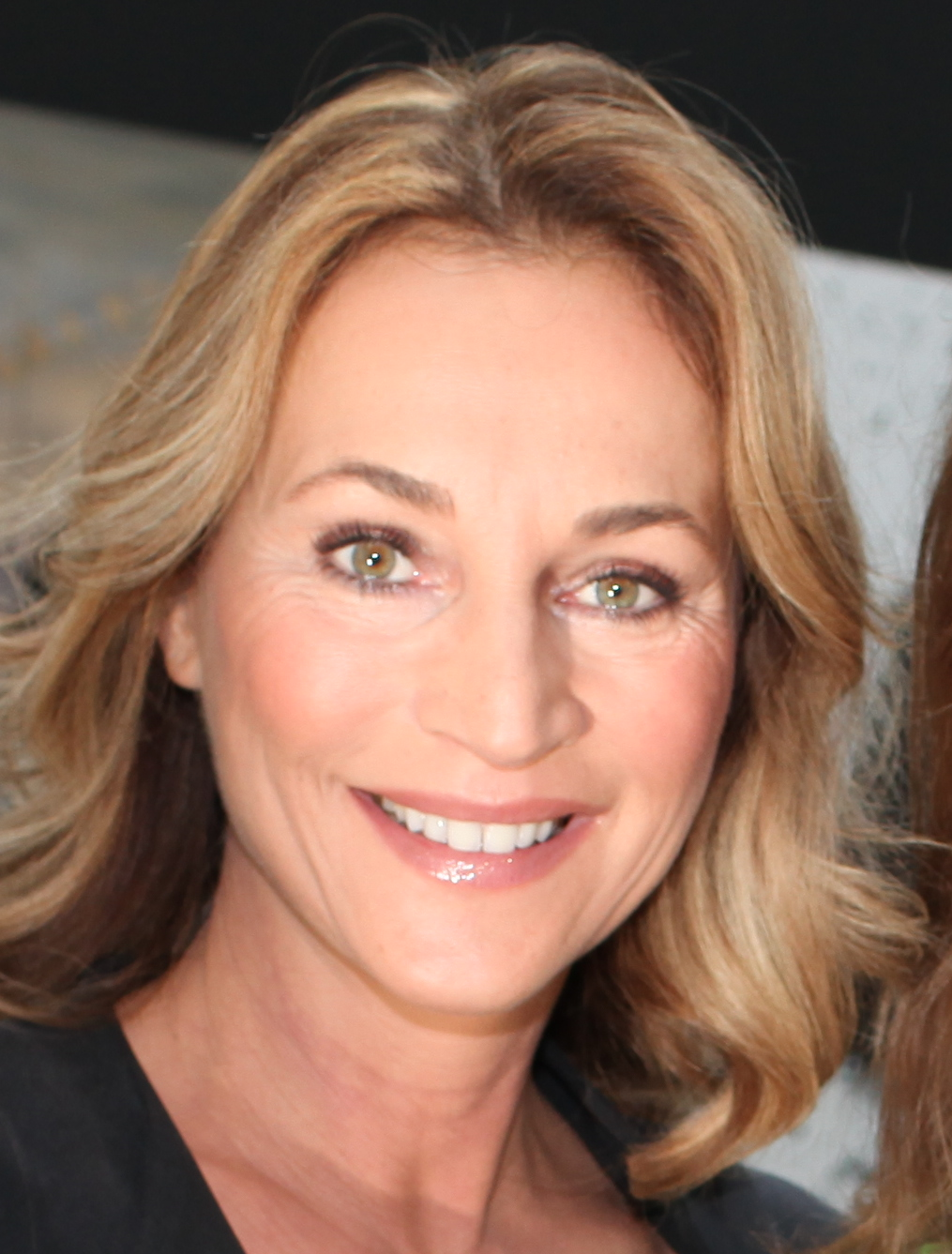
Caroline Beil (2014)

Caroline Beil ist die Tochter des Schlagersängers und Trompeters Peter Beil und seiner Frau Barbara Kalweit, die 1964 Miss Hamburg war. Sie absolvierte eine Gesangs- und Schauspielausbildung, unter anderem auch in Los Angeles, wo sie Mitglied der Screen Actors Guild (SAG) wurde. Nach einem mehrjährigen Auslandsaufenthalt und einer Tätigkeit als internationales Fotomodell studierte Beil von 1992 bis 1995 Soziologie an der Hamburger Universität für Wirtschaft und Politik (HWP) und machte dort ihren Abschluss als Diplom-Sozialwirtin. Daneben arbeitete sie als Synchronsprecherin und moderierte für RTL das Kinomagazin Film Up sowie für Hamburg 1 das Kinomagazin Movie 1.
1998 spielte sie in 24 Folgen der ARD-Comedy-Serie Ein ehrenwertes Haus eine der Hauptrollen. Bekannt wurde sie durch die Moderation (1999 bis 2004) des Boulevardmagazins Blitz beim Privatfernsehsender Sat.1. 2004 nahm sie an der RTL-Dschungelshow Ich bin ein Star – Holt mich hier raus! teil.
2004 war sie in der Jury der Show Star Duell, welche auf RTL zu sehen war. Ebenfalls veröffentlichte sie 2004 Die Caro-Linie, einen Ratgeber zum Thema Ernährung, Motivation und Fitness. Am 1. Dezember 2004 moderierte sie mit Kai Böcking die Sendung Die besten Filme aller Zeiten – Die Show auf Kabel 1.
Im Juli 2006 war sie in der RTL-Soap Gute Zeiten, schlechte Zeiten in einer Gastrolle zu sehen. Von Oktober 2007 bis August 2008 war sie in der Hauptrolle Fiona Marquardt in der Telenovela Sturm der Liebe im Ersten zu sehen. Zwischen Mai und Dezember 2008 moderierte sie beim Fernsehsender Das Vierte die Rubrik Hollywood Superstars.
Über den Abschied von ihrem Vater, der 2007 an Lungenkrebs starb, schrieb sie das Buch Heute geht’s schon wieder besser. Im Juli und August 2010 stand sie in Rolf Hochhuths Musical-Uraufführung Inselkomödie oder Lysistrate gegen die Nato im Theater am Schiffbauerdamm in Berlin in der Hauptrolle der Lysistrate auf der Bühne. Von 2011 bis 2012 war sie im Hauptcast der ZDF-Serie Herzflimmern in der Rolle der Dr. Shirley Wilson.
2011 erschien die von ihr produzierte Mami DVD, mit einem Yogateil und Tipps rund um die Schwangerschaft. Im Juli 2013 war sie in der VOX-Show Das perfekte Dinner zu sehen. Seit April 2015 moderiert sie das tägliche Lifestyle-Magazin doppio.tv, das in der Schweiz bei TV24 ausgestrahlt wird. Im August 2015 und 2016 stand sie in einer Hauptrolle im Stück Hammerfrauen auf der Bühne des Berliner Theaters Die Wühlmäuse, das von Dieter Hallervorden geführt wird.
Im September 2015 erschien das deutsche Duett-Album Beziehungsweise, auf dem Beil mit Oliver Lukas singt und auch für einige Lieder die Texte schrieb. Produziert wurde das Album von Luis Rodriguez. 2020 nahm sie an der zweiten Staffel der ProSieben-Sendung The Masked Singer teil, in der sie als Sängerin in einem Roboterkostüm auftrat.
Im Februar und März 2022 stand sie in einer Hauptrolle in der Uraufführung „Rent a friend“ von Folke Braband auf der Bühne des Schlossparktheater, Berlin.
Im Januar und Februar 2023 nahm sie beim „Das grosse Promibacken“ bei Sat1 teil.
Im Februar 2023 stand sie erneut für „Rent a friend“ auf der Bühne des Schlossparktheaters, Berlin.

### Privates

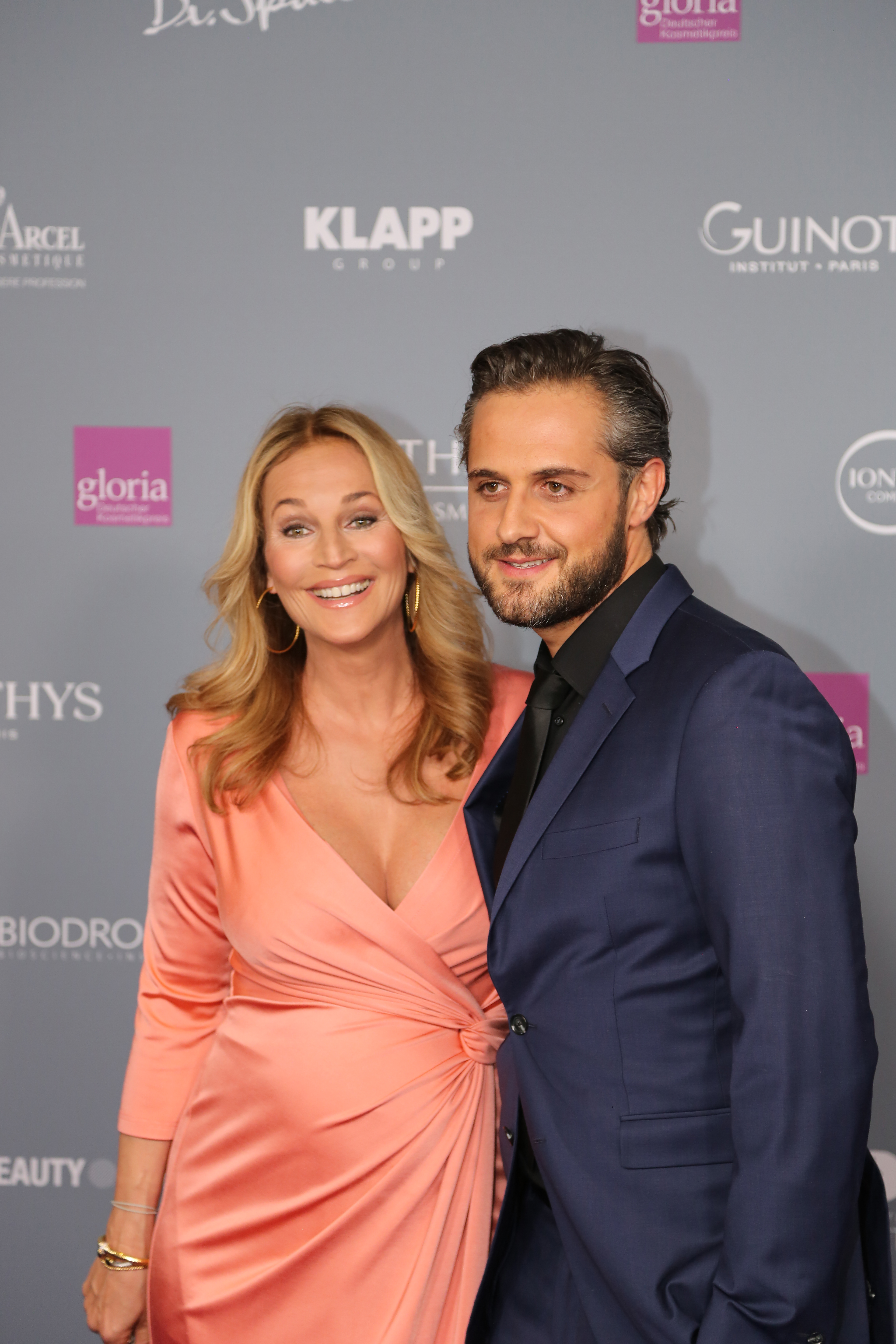
Caroline Beil und Philipp-Marcus Sattler (2017)

Von 1995 bis 1996 war sie mit dem Schauspieler Jerry Marwig und von 2002 bis 2005 mit dem Verleger Hendrik te Neues (1952–2019) verheiratet. Mit Pete Dwojak, den sie im Sommer 2006 kennenlernte, hat sie einen Sohn (* 2009). Die beiden trennten sich 2010. Ab 2014 war sie mit dem Zahnarzt Philipp-Marcus Sattler liiert, mit dem sie im Juni 2017 eine Tochter bekam und den sie im September 2018 in Schottland heiratete. 2023 endete die Fernbeziehung zwischen ihr in Berlin und dem in NRW arbeitenden Sattler. Die Scheidung fand im Februar 2025 statt.

## Filmografie
- 1989: Lobster Mann vom Mars
- 1995: Willkommen im Team (Kurzfilm)
- 1995: Sonntags geöffnet
- 1995: Eine Frau wird gejagt (Fernsehserie, Folge: Oppens Alleingang)
- 1998: Ein ehrenwertes Haus (Fernsehserie, 1 Folge)
- 1999: Die Wache (Fernsehserie, Folge: Snuff-Movies)
- 2001: Wahnsinnsweiber
- 2001: Hausmeister Krause (Fernsehserie, 1 Folge)
- 2002: SK Kölsch (Fernsehserie, Folge: Kopfgeld)
- 2004: Beauty Queen (Fernsehserie)
- 2004: Ich bin ein Star – Holt mich hier raus!
- 2006: Alle lieben Jimmy (Fernsehserie, 3 Folgen)
- 2006: Gute Zeiten, schlechte Zeiten (Fernsehserie, 22 Folgen)
- 2007–2008: Sturm der Liebe (Fernsehserie, 196 Folgen)
- 2008: Briefe an einen Engel
- 2008: Inga Lindström – Hannas Fest (Fernsehreihe)
- 2008: 112 – Sie retten dein Leben (Fernsehserie, 1 Folge)
- 2010: In aller Freundschaft (Fernsehserie, Folge 476: Schweigen)
- 2011: Wilsberg – Frischfleisch (Fernsehreihe)
- 2011: Die Rosenheim-Cops (Fernsehserie, Folge: Mord auf Raten)
- 2011: Der letzte Bulle (Fernsehserie, Folge: Tod eines Strippers)
- 2011–2012: Herzflimmern – Die Klinik am See (Fernsehserie)
- 2012: Akte Ex (Fernsehserie, Folge: Die Prophezeiung)
- 2013: SOKO Stuttgart (Fernsehserie, Folge: Vier Männer und ein Baby)
- 2013: Linnea (Kurzfilm)
- 2014: Dengler – Die letzte Flucht (Fernsehreihe)
- 2014: Into the Suite (Kurzfilm)
- 2014: Dora Heldt: Herzlichen Glückwunsch, Sie haben gewonnen! (Fernsehreihe)
- 2015: SOKO München (Fernsehserie, Folge: Rattenfänger)

## Theater
- 1996: Faust (Bad Hersfelder Festspiele)
- 2010: Inselkomödie – Lysistrate und die NATO (Theater am Schiffbauerdamm)
- 2014: Sommer 14 (Theater am Schiffbauerdamm)
- 2015–2016: Hammerfrauen (Die Wühlmäuse, Berlin)
- 2018: Hammerfrauen (Tournee durch Deutschland und die Schweiz)
- seit 2022: Rent a friend (Schlossparktheater, Berlin)
- 2023: Rent a friend (Winterhuder Fährhaus, Hamburg)
- 2023: Drei Männer im Schnee (Festspiele Beelitz)
- 2024: Stasi, Stress und Stolperfallen (Schlossparktheater, Berlin)
- 2025: Fisch sucht Fahrrad (Schlossparktheater, Berlin)

## Lesungen
- 2012: Die Berliner Antigone; musikalische Lesung und Uraufführung (Jüdisches Theater, Berlin)
- 2013: Neun Nonnen fliehen (Uraufführung von Rolf Hochhuth im Goethe-Theater, Bad Lauchstädt)
- 2014: Sex im Kopf (Gerhard Haase-Hindenberg, Autorenbuchhandlung Berlin)

## Hörbücher
- 1994: Ruhe in Fetzen (Rita Mae Brown, RCA)
- 2014: Neun Nonnen fliehen (Rolf Hochhuth, Bastei-Lübbe-Verlag)

## TV-Moderationen
- 2016: doppio.tv (TV24, TV25, Schweiz)
- 2015: doppioTV (TV24, Schweiz)
- 2008: Hollywood Superstars (Das Vierte)
- 2005: Freitag Nacht News (RTL) (Gastauftritt)
- 2004: Die besten Filme aller Zeiten (Kabel 1)
- 2004: Hire or Fire (ProSieben)
- 2004: Star-Duell (Jury-Mitglied) (RTL)
- 2004: Die besten Filmsongs aller Zeiten (Kabel 1)
- 2004: Unglaublich, aber wahr (Kabel 1)[14]
- 2002: Deutscher Filmpreis (SAT.1)
- 2000: Miss Germany (SAT.1)
- 1999–2004: Blitz (SAT.1)
- 1995/1996: Movie 1, HH1
- 1995: Film up (RTL Nord)

## Moderationen, Galas und Events
- 2014: AUDI Directors Cut Talk, München
- 2014: Deutschlandfinale des Supermodel Contests, München
- 2013: Spa Diamond
- 2012: Porsche, Moers und Lübeck
- 2008: NCL Ball, Wiesbaden
- 2008: Deutscher Opernball
- 2007: Porsche, Lübeck
- 2007: AIDS-Gala, Dresden
- 2006: Siemens, 100 Jahre Dynamowerk englisch, Berlin
- 2005: Showprogramm auf der MS Europa in Asien
- 2005: 50 Jahre SOS-Kinderdorf, München
- 2005: Jewellery Cocktail zur Inhorgenta, München
- 2004: Showprogramm auf der MS Europa auf der Südhalbkugel
- 2004: Grand-Prix Ball, zweisprachig, Baden-Baden
- 2004: Fifi-Award, Frankfurt
- 2003: Gala Spa Award, Baden-Baden
- 2002: Effie-Gala, Berlin
- 2002: Deutsches Rotes Kreuz, Berlin
- 2001: Red Carpet Moderation Deutscher Fernsehpreis, Köln
- 2001: Jupiterverleihung, Berlin
- 2000: UNESCO-Gala, Neuss